# Покровская церковь (Докшицы)
Покровская церковь (бел. Пакроўская царква) — православный храм в городе Докшицы Докшицкого района, Витебской области Белоруссии, памятник архитектуры XIX века. Церковь относится к Докшицкому благочинию Полоцкой и Глубокской епархии Белорусской православной церкви. Расположена в центре города на улице Ленинской (историческое название — Борисовская) в окружении каменного ограждения с арочными воротами. Построена в 1900—1903 годах из бутового камня и кирпича на месте униатского храма 1514 года. Восстановлена в 1990-е годы.

## История
Первое упоминание в документах о существовании православного храма в Докшицах относится к 1514 году. Деревянная униатская церковь была уничтожена при пожаре в местечке во время военных действий 1812 года, но отстроена заново. С того времени уцелела чудотворная икона «Богоматерь Смоленская». После расторжения унии в 1839 году она передана православным и освящена в честь святых Космы и Дамиана. В 1899 году здание старой церкви разобрали, а на её месте в 1900—1903 годах по проекту, разработанному в 1863 году, соорудили каменную православную церковь, освящённую в честь Покрова Пресвятой Богородицы. 28 июля (по старому стилю) 1903 года, когда строительство новой церкви было завершено, состоялось освящение храма. В этом же году открылось современное городское кладбище.

## Архитектура и интерьер
Композиция храма, возведённого в русском стиле, состоит из четырёх частей, расположенных по удлинённой оси. К основному кубическому объёму прилегают с востока — прямоугольная алтарная апсида, а с запада — прямоугольная в плане трапезная и четвериковый бабинец с колокольней над ним. Все части имеют разную высоту, а отдельные крыши также разной формы и высоты. Основной объём накрыт четырёхскатной крышей и завершён луковичным куполом на восьмигранном световым барабане, прорезанном тройными окнами, которые украшены живописными оштукатуренными наличниками с кокошниками. Колокольня завершена высоким шатром с луковичной головкой. Пластико-колористическое решение фасадов построено на контрасте полихромной бутовой кладки с белой штукатуркой деталей архитектурного декора.
В интерьере апсида выделена трёхъярусным трёхгранным в плане золочённым иконостасом. Ценность представляет икона Божией Матери Смоленской (1826). В 1990-е годы местный художник В. Марковец восстановил фресковую роспись.

## Галерея

### Исторические снимки

Старые снимки
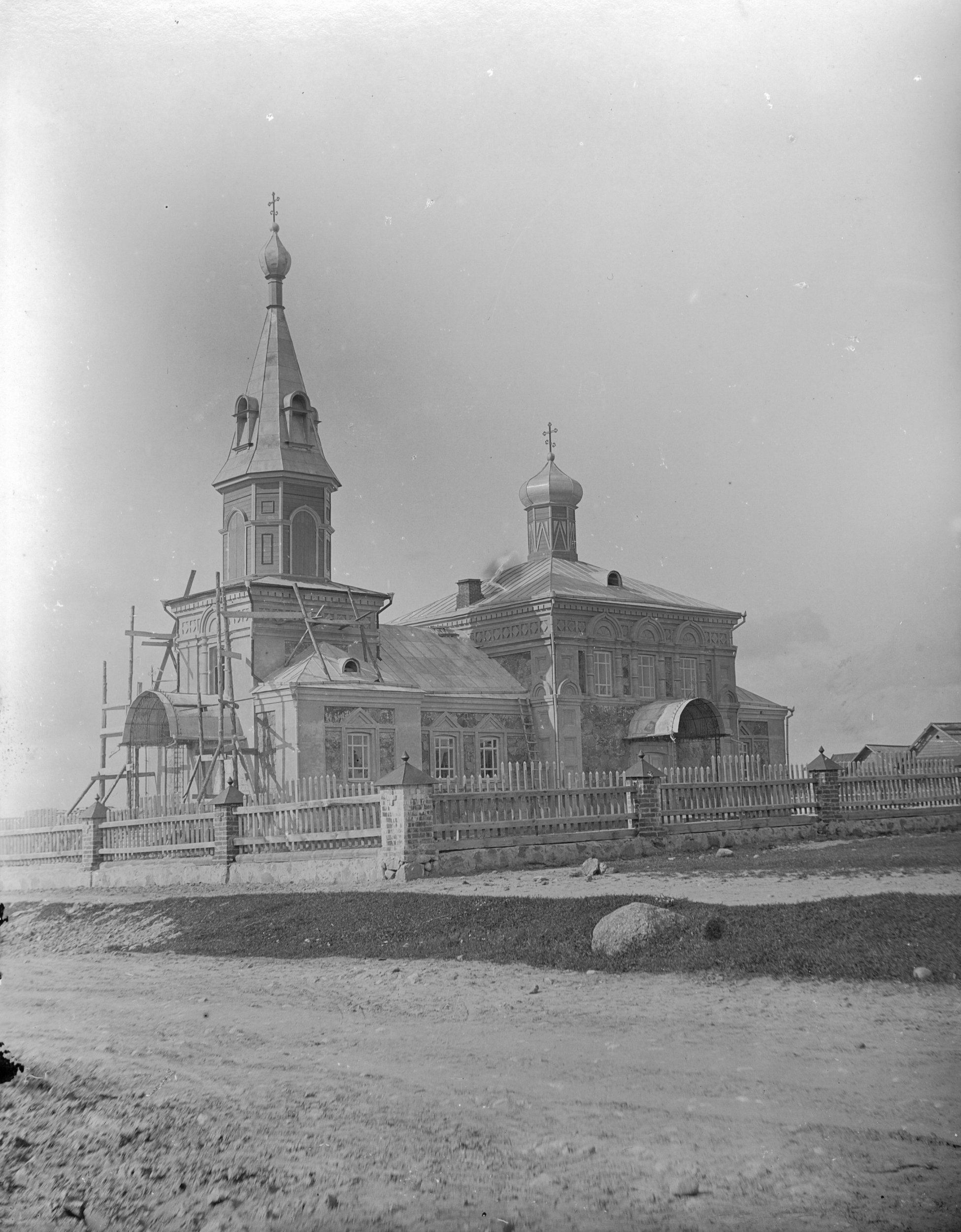
1903 год
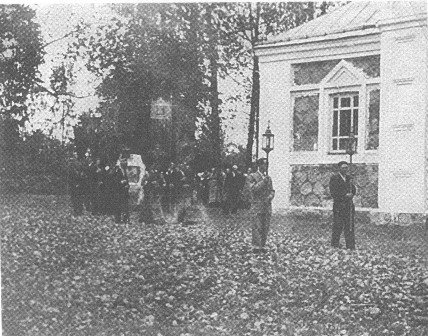
до 1939 года
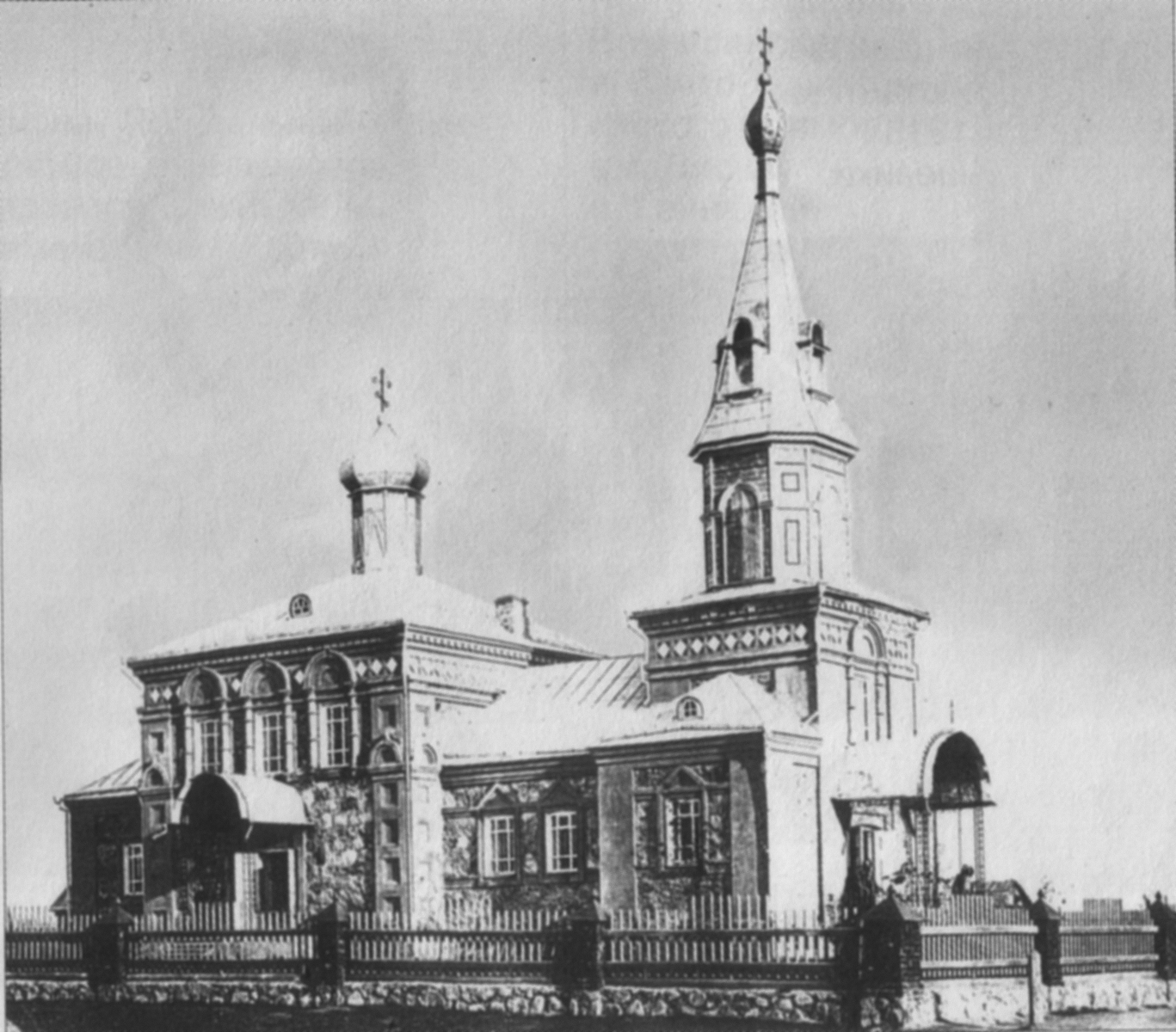
до 1941 года